# علم الصومال

علم الصومال الحالي

علم الصومال (بالصومالية: Calanka Soomaaliya)‏ وتم اعتماده في 12 أكتوبر 1954. وقام بتصميمه «محمد عوالي ليبان» والذي كان مقدرا له أن يمثل كل الأراضي الصومالية أو التي يقطنها الصوماليون وقد استخدم العلم لتمثيل جمهورية الصومال الديموقراطية  في أعقاب توحيد شطري الصومال: الصومال البريطاني والصومال الإيطالي في 1 يوليو 1960.

## التاريخ
في الأشهر الأولى من عام 1954 أجتمع المجلس التشريعي الصومالي بحضور ممثلين عن الشعب الصومالي والأمم المتحدة وإيطاليا لوضع كافة التشريعات والقوانين وذلك حتى يتسنى إقامة دولة وحكومة منظمة قبل إعلان الاستقلال الذي كان مقررا له عام 1960. وكان موضوع العلم الصومالي مطروحا على أجندة اجتماعات المجلس التشريعي، وعند طرح الموضوع للنقاش أصر «محمد عوالي ليبان» على أن يحضر المناقشة ممثلي الشعب الصومالي فقط لأنه شأن داخلي بالكامل وهو الطلب الذي وافق عليه أعضاء المجلس التشريعي بالإجماع ووقع اختيار الأعضاء على محمد عوالي ليبان نفسه ليضع تصميما للعلم المنتظر والذي قدمه لأعضاء المجلس التشريعي في العاشرة والنصف من صباح اليوم التالي.

## الألوان
وفقا لمحمد علي ليبان نفسه فإن اللون الأزرق قد اختير ليكون رمزاً للسموّ والعلوّ مثل لون السماء، أما اللون الأبيض الذي رسمت به النجمة في وسط العلم فهو للتعبير عن السلام والرخاء وأخيرا النجمة الخماسية فهي تدل على المناطق الخمسة التي يتواجد بها الشعب الصومالي وهي: الصومال البريطاني والصومال الإيطالي والصومال الفرنسي (جيبوتي) وأقليم أوجادين والمقاطعة الحدودية الشمالية.
أراء أخرى مختلفة عن مغزى اللون الأزرق في العلم الصومالي ترجح أنه يشير إلى المحيط الهندي الذي يحيط بالصومال، وهو رأي ضعيف للغاية مقارنة بسابقه.
|             | Blue       | White</sp | RGB | 65/137/221 | 255/255/255 |
| Hexadecimal | #4189DD    | #FFFFFF   |     |            |             |
| CMYK        | 71/38/0/13 | 0/0/0/0   |     |            |             |

## تسمية العلم
يطلق على العلم الصومالي اسم "Azure, a mullet Argent" والذي يعني بالإيطالية: «الأزرق السماوي والفضي البوري» في إشارة للألوان المستخدمة في العلم الصومالي.

## يوم العلم
يحتفل بيوم العلم في الصومال في 26 يونيو من كل عام وهو يوافق ذكرى رفع العلم الصومالي لأول مرة على الأراضي الصومالية وتحديداً في مدينة هرجيسا في 26 يونيو 1960 وذلك بعد انسحاب القوات البريطانية من المدينة.

## أعلام أخرى

### القوات المسلحة

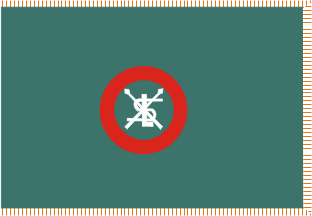
القيادة العامة للقوات المسلحة
الشارة الدائرية للقوات الجوية
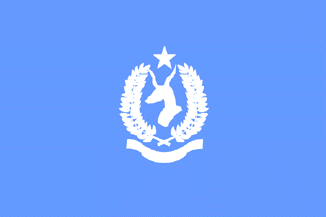
الشرطة

### مناطق مستقلة داخل الصومال

أرض الصومال (صوماليلاند)
أرض البنط (بونتلاند)
غلمدغ

### مناطق كانت ولم تعد مستقلة داخل الصومال

ولايات الصومال الجنوبية الغربية
جوبا لاند
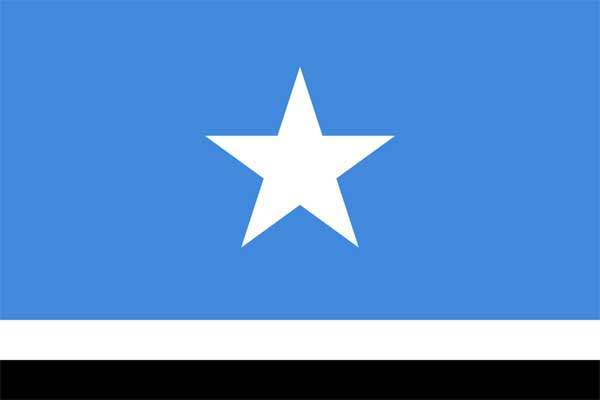
ولاية ماخير

### الجماعات الإسلامية في الصومال

اتحاد المحاكم الإسلامية
حركة شباب المجاهدين

### أعلام تاريخية

Flag of the عدل (1415–1577)
Flag of the سلطنة أجوران (13th century–17th century)
Flag of الصومال البريطاني (1903–1950)
Flag of الصومال البريطاني (1950–1952)
Flag of الصومال البريطاني (1952–1960)
Flag of الصومال الإيطالي (1861–1946)

## أعلام مشابهة

علم جمهورية غرب فلوريدا
علم فيتنام
علم المغرب